# Alaksandr Lisouski
Alaksandr Lisouski (biał. Аляксандр Лісоўскі, ros. Александр Лисовский, Aleksandr Lisowski, ur. 13 listopada 1985) – białoruski kolarz torowy i szosowy, dwukrotny medalista mistrzostw świata w kolarstwie torowym.
Jego największym sukcesem jest zdobycie złotego medalu w scratchu na mistrzostwach świata w Manchesterze. Na tych samych mistrzostwach wywalczył brązowy medal w omnium, wyprzedzili go tylko Hayden Godfrey z Nowej Zelandii i Australijczyk Leigh Howard. Jest mistrzem Białorusi 2010 w scratchu. Ponadto w latach 2005 i 2006 zdobył brązowe medale mistrzostw kraju do lat 23 w kolarstwie szosowym.